# USAID
USAID, United States Agency for International Development je američka savezna agencija osnovana 1961. godine radi obavljanja poslova pružanja međunarodne gospodarske i humanitarne pomoći. Pomoć se putem USAID-a daje u skladu s vanjskom politikom Sjedinjenih Američkih Država.
S početkom predsjedničkog mandata Donalda Trumpa 2025. godine djelatnost i osoblje USAID-a je smanjeno sa preko 10.000 na samo 15 ljudi; obzirom da dotadašnje aktivnosti i način rada USAID-a nisu bili uskladivi s radikalno drugačijom vizijom američke vanjske politike kakvu je zamislio D. Trump.  Već za 2025. godinu planirano smanjenje programa financiranih putem USAID-a sa ranijih oko 80 milijardi USD na 9,6 milijardi dolara. Ta je promjena u američkoj vanjskoj politici imala dalekosežne posljedice: procjenjuje se da je u manje od pola godine uslijed prekida u financiranju putem USAID-a poslove izgubilo oko 19 tisuća radnika u SAD-u i 176 tisuća zaposlenih drugdje u svijetu, koji su radili na programima koje je u prošlosti financirao USAID. Obzirom da su ti projekti bili osmišljeni radi ostvarivanja raznih vanjskopolitičkih ciljeva, očekuje se da će taj ozbiljni rez u financiranju i organizaciji u budućnosti imati ozbiljne rezultate.

## Djelovanje USAID-a u prošlosti
USAID je iskazivao svoju misiju riječima: "U ime američkog naroda, promičemo i iskazujemo demokratske vrijednosti u inozemstvu, u svrhu stvaranja slobodnog, mirnog i prosperitetnog svijeta. Podržavajući vanjsku politiku SAD-a, USAID je vodio brigu o razvojnoj i pomoći u slučaju katastrofa koju pruža vlada SAD-a putem partnerstava i investicija, u svrhu spašavanja života, smanjivanja siromaštva, jačanja demokracije i pomaganje narodima da izađu iz humanitarnih kriza i napreduju do razine u kojoj više ne trebaju pomoć."
U 2016. godini je USAID imao osoblje od 3.163 zaposlenika u Washington, D.C., te daljnjih 6.434 zaposlenika u inozemstvu, koji su u svrhu međunarodne pomoći raspolagali proračunom od 27,3 milijardi dolara. Administracija predsjednik SAD-a Donalda Trumpa je za 2019. godinu predložila Kongresu Sjedinjenih Američkih Država da odobri USAID-u proračun od 39,3 milijardi američkih dolara. Uzevši u obzir sve oblike pomoći koju je distribuirao po svijetu putem USAID, u 2023. godini je ta organizacija bila podijelila 43,8 milijardi dolara međunarodne pomoći, što predstavlja oko 3/5 ukupne internacionalnih programa pomoći koje su davale vlasti SAD-a. Međunarodna pomoć se dodjeljivala radi ostvarivanja strategijskih ciljeva: 
1. Da se osigura sigurnost SAD-a u zemlji i inozemstvu, i to financiranjem aktivnosti usmjerih na a/ sprječavanje širenja oružja za masovno uništenje, b/ borbu protiv međunarodnih terorističkih organizacije, napose ISIS-a i Al-Kaide, te suprotstavljanju od stranih država podupiranih terorističkih grupa koje ugrožavaju nacionalnu sigurnost SAD, c/ suočavanje s nestabilnošću, međunarodnim kriminalom i nasiljem koje ugrožavaju interese SAD-a, putem jačanja vladavine odgovorne građanima, sigurnosti, demokracije i vladavine prava, d/ povećavanje sposobnosti i otpornosti američkih partera i saveznika da odbiju agresiju, prisilu i neprihvatljive utjecaje od strane državnih i ne-državnih čimbenika, e/ jačanje sigurnosti granica SAD i zaštite državljana SAD u inozemstvu,
2. Da se obnovi američka konkurentnost u svijetu, u svrhu postizanja održivog gospodarskog rasta i stvaranja radnih mjesta u SAD-u, financiranjem aktivnosti usmjerih na a/ promicanje američkog prosperiteta poticanjem bilateralnih odnosa i korištenjem međunarodnih institucija i sporazuma u svrhu otvaranja stranih tržišta, osiguravanja poslovnih prilika, te promicanja investicija i inovacija, b/ poticanje zdravih, dobro obrazovanih i produktivnih stanovništava u drugim zemljama da vode uključiv i održiv razvoj, otvaraju nova tržišta i tim putem podržavaju prosperitet SAD-a,  c/ unaprjeđivanje gospodarske sigurnosti SAD-a osiguravanjem energetske sigurnosti, borbom protiv korupcije i promicanjem tržišno usmjerenih reformi gospodarstva i državnih ustanova,
3. Da se promovira američko vodstvo putem odmjerenog angažiranja, u svrhu a/ tranzicije država u svijetu iz primatelja pomoći u trajne diplomatske, gospodarske i sigurnosne partnere, b/ nastojanja da međunarodne organizacije promiču američke vrijednosti i ciljeve vanjske politike, pri čemu se nastoji da i druge države u pravičnoj mjeri pridonesu financiranju tih organizacija, c/ jačanja partnerstva s privatnim sektorom i nevladinim udrugama, kako bi se mobilizirala potpora i resursi u oblikovanju javnog mnijenja u drugim zemljama, d/ iskazivanja američkih vrijednosti i sposobnost vodstva, angažiranjem u sprječavanju širenja zaraznih bolesti i osiguravanjem humanitarne pomoći.

Operativni trošak (troškovi ureda, osoblja i sl.) USAID-a je iznosio 1,3 milijardi US dolara (2019.).
USAID je 1998. – 2004. godine financirao aktivnosti u Republici Hrvatskoj usmjerene na okončanje vladavine HDZ-a, tj. "autoritarnog režima" kakvoga je po sudu tadašnje američke vanjske politike za sobom ostavio Franjo Tuđman, te osiguravanja da HDZ nakon njegovog vraćanja na vlast pod vodstvom Ive Sanadera ne uspostavi ponovo osobine kakve je iskazivao pod Tuđmanovim vodstvom.
Početkom 2018. godine, USAID je sudjelovao u aktivnostima radi uspostavljanja luke za ukapljeni zemni plin (LNG) na otoku Krku (SAD je vodeći proizvođač i izvoznik zemnog plina), te radi osposobljavanja BiH da koristi zemni plin osloncem na infrastrukturu u Hrvatskoj.

## Obustava glavnine djelatnosti, 2025.
Predsjednik SAD-a Donald Trump je 20. siječnja 2025. god. donio Uredbu ("Executive Order") 14169 "Preispitivanje i preusmjeravanje strane pomoći Sjedinjenih Američkih Država" kojim je naredio 90-dnevnu obustavu gotovo svih programa USAID-a. Obustava programa visine preko 60 milijardi godišnje je ozbiljno utjecala na rad raznih međunarodnih organizacije - čak i takvih krupnih organizacija poput Visokog povjerenika Ujedinjenih naroda za ljudska prava, Visokog povjerenika UN za izbjeglice i Svjetske zdravstvene organizacije. Analitičari sagledavaju da je nova verzija republikanske politike čiji je D. Trump glavni predstavnik nastoji odmaknuti vanjsku politiku od desetljeća globalističkih nastojanja i liberalističkih politika, zapravo da je antiglobalistički usmjerena, te je struktura USAID-a bila neprikladna za podupiranje jedne posve drugačije američke vanjske politike.

## Vanjske poveznice
- Službena stranica (engl.)